# Georgiasaurus

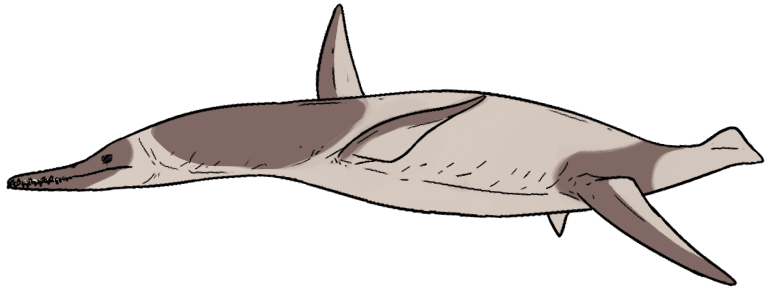
Georgiasaurus penzensis

Georgiasaurus penzensis is een lid van de Plesiosauria dat tijdens het late Krijt leefde in het gebied van het huidige Rusland.
In de Oblast Penza werd bij het dorp Zatolokino in een groeve voor bouwstenen het skelet gevonden van een plesiosauriër.
In 1976 werd de typesoort Georgia penzensis benoemd en beschreven door Wladimir Georgiwitsj Otsjew. De geslachtsnaam eerde diens vader, de geoloog Georgi Otsjew. Die naam was echter al bezet door de slang Georgia Baird & Girard, 1853. Daarom hernoemde Otsjew de naam in 1977 in Georgiasaurus. De soortaanduiding verwijst naar de herkomst uit Penza.
Het holotype, POKM 11658, is gevonden in een laag die dateert uit het Santonien. Het bestaat uit een skelet zonder schedel. Bewaard zijn gebleven: zeven halswervels, afdrukken van andere wervels, beide schouderbladen en resten van twee vinnen. De meeste botten zijn slechts gepreserveerd als natuurlijke afdrukken.
Georgiasaurus is vier à vijf meter lang bij een gewicht van 450 kilogram. De snuit is langgerekt. Het parasfenoïde steekt in de voorste holte tussen de pterygoïden. De symfyse van de onderkaken is langwerpig.
Georgiasaurus is een lid van de Polycotylidae.